# × Gymnanacamptis
× Gymnanacamptis – hybrydowy rodzaj roślin z rodziny storczykowatych (Orchidaceae). Obejmuje 3 gatunki występujące w Europie w takich krajach jak: Czechy, Słowacja, Francja, Niemcy, Wielka Brytania, Irlandia, Hiszpania, Szwajcaria. Formuła hybrydowa to Anacamptis × Gymnadenia.

## Systematyka
Rodzaj sklasyfikowany do podplemienia Orchidinae w plemieniu Orchideae, podrodzina storczykowe (Orchidoideae), rodzina storczykowate (Orchidaceae), rząd szparagowce (Asparagales) w obrębie roślin jednoliściennych.
Wykaz gatunków
- × Gymnanacamptis anacamptis (F.Wilms) Asch. & Graebn.
- × Gymnanacamptis evequei (L.C.Lamb.) B.Bock
- × Gymnanacamptis reserata (Pau) B.Bock